# 蒙面歌手 (美國電視節目)
《蒙面歌手》（英語：The Masked Singer）是一檔美國真人秀歌唱比賽電視節目，該系列於2019年1月2日在Fox首度播映，引進自韓國MBC電視台的綜藝節目《神秘音樂秀：蒙面歌王》。

## 賽制
一共有12位名人參加了十場比賽。 每集都有一對一的對決，介紹每個蒙面歌手，提供他們的身份提示（使用合成的聲音），並讓他們表演一首預訂的歌曲。 在表演結束後，評委有時間推測歌手的身份，並向他們提出一個問題，試圖確定他們的身份。 在一對一的對決後，評委和觀眾將對哪位歌手可以繼續下週的比賽進行投票。 在這一集的結尾，對決中的輸家是由評委較早投票決定； 被淘汰的歌手隨後摘下面具，向評委和觀眾展示自己的身份，最後在總決賽的冠軍也會摘下面具。

## 主持及評委

### 名人評委
| # | 中文名稱    | 英文名稱           | 出生                                   | 職業                              |
| 1 | 鄭肯        | Ken Jeong          | 1969年7月13日 · 美国密芝根州底特律     | 喜劇演員 演員                     |
| 2 | 珍妮·麥卡錫 | Jenny McCarthy     | 1972年11月1日 · 美国伊利諾伊州庫克縣   | 演員 模特 主持人 作家 活動家 編劇 |
| 3 | 妮可·舒辛格 | Nicole Scherzinger | 1978年6月29日 · 美国夏威夷州檀香山     | 創作歌手 演員 舞者 電視名人       |
| 4 | 羅賓·西克   | Robin Thicke       | 1977年3月10日 · 美国加利福尼亞州洛杉磯 | 創作歌手 音樂製作人               |

## 賽果
| 淘汰並揭開面具面 | 安全 | 對決失敗，但未被淘汰 | 沒有表演 |

| 1  | Deer      | 對決失敗，但未被淘汰 | -                    | 待公布 |
| 2  | Lion      | 安全                 | -                    | 待公布 |
| 3  | Monster   | 對決失敗，但未被淘汰 | -                    | 待公布 |
| 4  | Peacock   | 安全                 | -                    | 待公布 |
| 5  | Unicorn   | 安全                 | -                    | 待公布 |
| 6  | Alien     | -                    | 對決失敗，但未被淘汰 | 待公布 |
| 7  | Bee       | -                    | 安全                 | 待公布 |
| 8  | Poodle    | -                    | 對決失敗，但未被淘汰 | 待公布 |
| 9  | Rabbit    | -                    | 安全                 | 待公布 |
| 10 | Raven     | -                    | 安全                 | 待公布 |
| 11 | Pineapple | -                    | 湯米・鐘             | -      |
| 12 | Hippo     | 安東尼奧·布朗        | -                    | -      |

## 賽程

### 第一集
本集被淘汰及揭面的歌手是美國橄欖球運動員安東尼奧·布朗。
| 場次 | 歌手/歌曲                         | 結果                 |
| 1    | Peacock "大娛樂家" 休·傑克曼      | 安全                 |
| 1    | Hippo "我的特權" 鮑比·布朗        | 淘汰                 |
| 2    | Monster "現在不要阻止我" 皇后樂隊 | 對決失敗，但未被淘汰 |
| 2    | Unicorn "戰鬥之歌" 瑞秋·普蕾頓    | 安全                 |
| 3    | Deer "雷電交錯" 謎幻樂團          | 對決失敗，但未被淘汰 |
| 3    | Lion "來場小派對不會死人啦" 菲姬  | 安全                 |